# Sebastian Schultz
Sebastian Schultz (* 1974 in Kiel) ist ein deutscher Filmeditor, Regisseur, Drehbuchautor und Filmproduzent.

## Leben
Sebastian Schultz absolvierte eine Ausbildung zum Schnitt-Assistenten bei Das Werk in Hamburg und ist seit 2000 als selbstständiger Filmeditor tätig. Seit 2008 arbeitet er häufiger mit dem Regisseur Lars Jessen zusammen. Bei Fraktus beteiligte er sich am Drehbuch und bei der Musikerdoku Wildes Herz am Buch und der Regie.

## Filmografie (Auswahl)
- 2005: Die blaue Grenze
- 2007: Das wilde Leben
- 2008: Tatort: Borowski und die einsamen Herzen
- 2008: Einsatz in Hamburg – Ein sauberer Mord
- 2009: Dorfpunks
- 2010: Hochzeitspolka
- 2012: Fraktus (+ Drehbuch)
- 2012–2014: Mord mit Aussicht (Fernsehserie, 6 Folgen)
- 2013: Tatort: Die chinesische Prinzessin
- 2015: Mein gebrauchter Mann
- 2015: Bloß kein Stress
- 2015: Rentnercops (Fernsehserie, 3 Folgen)
- 2017: Wildes Herz (+ Buch, Regie, Dokumentarfilm)
- 2022: Das Begräbnis (Drehbuch)
- 2023: Das Fest der Liebe (Drehbuch)